# KH Helmig
KH Helmig er det femtende studiealbum fra den danske sanger og sangskriver Thomas Helmig, der blev udgivet den 1. november 2013. Det udkom fire år efter den kommercielle succes med albummet Tommy Boy (2009). Tilblivelsen af KH Helmig var præget af en organisk indspilningsproces, og albummets tekster kredser om emnerne tid, kærlighed og døden.
Albummet blev annonceret den 20. oktober 2012 på sangerens Facebook-side. Den første single "Så lover jeg" udkom dagen efter. Sangen handler om at satse på et andet menneske: "Det er en meget personlig sang, der handler om og være fortabt, og håbe at der er en der kan redde en, eller tage sig af en, og så til gengæld så love, at hvis du kan det, så er der intet jeg ikke gerne vil gøre den anden vej". Albummets anden single, "Fugleflugt" blev første gang fremført live den 29. november 2013 i Vild med dans på TV 2. Ifølge Helmig handler sangen om at være en løftebryder over for sig selv.
KH Helmig modtog overvejende gode anmeldelser. Mest positiv var BTs anmelder der skrev at Thomas Helmig lød "medtaget - men på den gode måde", og "som en mand, der har set det hele, prøvet lidt af hvert og nu er forberedt på det værste". Anderledes kritisk var Ekstra Bladet, der kaldte albummet for "en afdanket omgang 80’er-romantik". Albummet debuterede på førstepladsen af album-hitlisten, med 4875 solgte eksemplarer efter blot tre dages salg. I slutningen af november 2013 modtog albummet guld for 10.000 solgte eksemplarer. KH Helmig var det niendemest solgte album i 2013 i Danmark.

## Baggrund og indspilning
Thomas Helmig udsendte sit forrige studiealbum, Tommy Boy i 2009. I marts 2010 rundede albummet 60.000 solgte eksemplarer. I slutningen af 2010 udsendte Helmig bokssættet Past Forward, med danske og engelske sange, i anledning af sangerens 25 år i musikbranchen. De følgende år turnerede Helmig som solist, og spillede en række koncerter sammen med Steffen Brandt. Desuden modtog Helmig Æresprisen ved Danish Music Awards 2012.
"Jeg kan være både sårbar og stærk, og jeg ved, at jeg kan sætte mig i forbindelse med de følelser, hvor den slags sange skal komme fra. Jeg kan godt nå ind til et mørke eller en ulykke, og det er især, når noget har rystet min verden, at jeg skriver en sang. Det skal være noget, som sker med mig selv – nej, i mig selv. Så hvis jeg har en berettigelse som sanger og sangskriver, kunne den være, at jeg med mine sange kan åbne en dør og ikke blot lade folk komme ind i entreen. De får også lov til at se stuerne."
De første indspilninger til KH Helmig startede i Helmigs studie The Annex Studio i Åbyhøj. Herefter indspillede Helmigs faste backingband i to forskellige studier i København og Brønshøj med Helmig som producer. Hvor den tidligere proces under arbejdet med Tommy Boy-albummet benyttede sig af alle mulighederne i et moderne musikstudie, var indspilningen af KH Helmig mere organisk præget: "Mit udgangspunkt har altid været, at det er sangene, som skal bestemme, og denne gang havde jeg altså nogle sange, der lagde op til en organisk lyd." Dette betød at alle musikere var samlet under optagelserne af hver enkelt nummer, før indspilningen af det næste kunne påbegyndes.
Thomas Helmig og Renée Toft Simonsen bekendtgjorde den 9. september 2013, at de skulle skilles efter at have været sammen i 17 år som par (heraf gift i 13 år). På trods af dette betragter Helmig ikke albummet som en "skilsmisseplade". Sangene på albummet er skrevet over en periode på tre år, og de fleste sange var skrevet før skilsmissen blev en realitet. Om albummet udtaler Helmig: "I stedet er det et album, som grundlæggende handler om tid og kærlighed. Albummet gør en slags status, og det gør også ondt. Til gengæld bliver emnerne behandlet som kærlige hilsner." Ifølge sangeren handler især sangen "I gang med at gå" om et brud, med ordene: "Man kan ikke lære et hjerte noget, det mærker bare, mens det slår, og nu skal tiden bare i gang med at gå og læge alle sår."
Albummet er mørkere end Tommy Boy, og rummer ifølge Helmig "en alvor og en melankoli". For første gang behandles emnet døden, noget Helmig ikke tidligere har skrevet om. Teksterne på KH Helmig er en blanding af dagbogselementer og fiktion: "Det blander jeg fuldstændig, som jeg har lyst til. For det er slet ikke det, jeg synes er interessant. Det vigtigste parameter for mig er, om jeg kan mærke den her sang, når jeg synger den, og når jeg læser den." Titlen på albummet rummer en distance, da sangeren har valgt at kalde albummet for KH Helmig i stedet for KH Thomas: "Jeg ved jo godt, at der er mange der på en eller anden måde forholder sig til det, jeg laver. Men der skal være en distance, for jeg kender jo ikke alle de mennesker, og de kender ikke mig."

## Spor
- Alle sange er skrevet og produceret af Thomas Helmig. "Lemand" er co-produceret af Jacob Andersen. "Fugleflugt" tema er skrevet af Poul Reimann.

| #   | Titel                     | Længde |
| --- | ------------------------- | ------ |
| 1.  | "Så lover jeg"            | 3:47   |
| 2.  | "Evigt?"                  | 3:48   |
| 3.  | "Fugleflugt"              | 6:17   |
| 4.  | "Båd"                     | 2:39   |
| 5.  | "I dag er i går i morgen" | 4:32   |
| 6.  | "Sukker"                  | 4:08   |
| 7.  | "I gang med at gå"        | 4:28   |
| 8.  | "Festen"                  | 4:32   |
| 9.  | "Lemand"                  | 4:29   |
| 10. | "Husk at"                 | 4:05   |

## Musikere
- Thomas Helmig – sangskriver, producer, sang, guitar, keyboards, percussion, kor, indspilning
- Claes Antonsen – trommer, Island-clap
- Jacob Andersen – co-producer (spor 9), percussion, keyboards, Island-clap
- Søren Runge – keyboards
- Poul Reimann – sangskriver (spor 3), keyboards, kor
- Christian Douglas Danstrøm – bas, kor
- Nellie Ettison – kor
- Benjamin "Ronco" Kissi – kor
- Aske Jacoby – pennywhistle (spor 6)
- Mats Ronander – mundharpe (spor 9)
- Gustaf Ljunggren – pedal steel guitar (spor 7)
- Annemone Sejr Antonsen – stemme (spor 4)
- Flemming Rasmussen – indspilning, mixer (spor 7, 9, 10)
- Nikolaj Nielsen – indspilningsassistent
- Kristian Dalsgaard – indspilningsassistent
- Dan Andersen – indspilning
- Björn Engelmann – mastering
- Saqib Hassan – mixer (spor 1, 2, 3, 4, 5, 6, 8)

## Hitlister og certificeringer
| Hitliste (2013) | Højeste placering |
| --------------- | ----------------- |
| Danmark         | 1                 |

| Hitliste (2013) | Placering |
| --------------- | --------- |
| Danmark         | 9         |
| Hitliste (2014) | Placering |
| Danmark         | 59        |

| Land (Organisation) | Certificering |
| ------------------- | ------------- |
| Danmark (IFPI)      | Guld          |